# Пенсильванський вокзал
Пенсильва́нський вокзал (англ. Pennsylvania Station), у побуті Пенн-стейшн — залізничний вокзал у Нью-Йорку, один із найзавантаженіших у світі, займає підземний рівень розважально-офісного комплексу «Пенсильванія-Плаза» на ділянці Мангеттена, обмеженому Сьомою та Восьмою авеню зі сходу і заходу, 31-ю і 33-ю вулицями з півдня й півночі. Над вокзалом розташовується спортивний комплекс Медісон-сквер-гарден. Власник вокзалу — компанія «Amtrak».

## Опис
Вокзал розташований в середині Північно-східного залізничного коридору Вашингтон — Бостон. Щодня він пропускає близько 300000 пасажирів (у годину пік — до тисячі за півтори хвилини) — більш ніж удвічі більше, ніж Центральний вокзал Нью-Йорка. За цими показниками Пенн-стейшн помітно перевершує будь-який інший вокзал Північної Америки.
Вокзал обслуговують дві станції метро, які не мають переходу між собою: одна з них з боку Сьомої авеню, а інша — з боку Восьмої. На один квартал на схід, на Шостій авеню, розташований пересадковий вузол метро, що поєднує ще дві станції.

## Історія

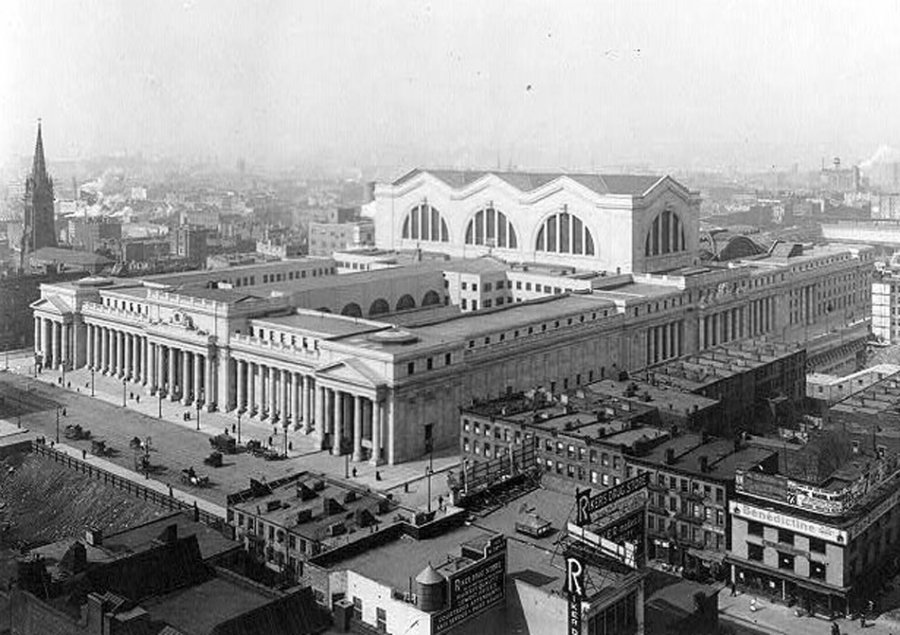
Пенсильванський вокзал на фото 1911 рік

Для спорудження двірця влітку 1903 року почали розбирати 400 будинків вартістю 5 млн дол., в яких мешкали 11200 осіб.
Вокзал був збудований у 1905—1910 роках Пенсильванською залізницею. Це був найбільший архітектурний комплекс у стилі боз-ар на території США. Величезні помпезні колонади з рожевого граніту оточували зал очікування, стилізований під терми Каракалли. У будівлю вели кілька воріт, що нагадують Бранденбурзькі у Берліні. Цей комплекс вважався однією з визначних пам'яток Мангеттена.
1963 року вокзал початку століття в стислі терміни був знесений і без попереднього громадського обговорення, на його місці з'явився досить пересічний офісний центр. Це знесення викликало великий скандал, який залишив помітний слід в історії міста. У Нью-Йорку були створені товариства борців за збереження архітектурної спадщини, яким вдалося запобігти знесення Центрального вокзалу. У результаті їхньої діяльності поширене в американському суспільстві захоплення сучасною архітектурою в інтернаціональному стилі змінилося на більш насторожене ставлення.
Новий вокзал був побудований на фундаментах старого та з використанням колишніх платформ. Історик Вінсент Скаллі писав з приводу «залізничних катакомб»: «Раніше в місто в'їжджали як боги, тепер вповзаємо, ніби щури». У 1990-ті роки була проведена модернізація Пенн-стейшн, проте її досі критикують за відсутність виразного архітектурного рішення та природного освітлення.